# Jeffrey Hoogland
Jeffrey Hoogland (født 16. marts 1993) er en hollandsk cykelrytter.
Han repræsenterede Holland ved sommer-OL 2016 i Rio de Janeiro, hvor han blev nummer 11 i sprint.
Under sommer-OL 2020 i Tokyo, som blev afholdt i 2021, tog han guld i holdsprinten og sølv i sprint.